# Arbeitsgericht Mannheim

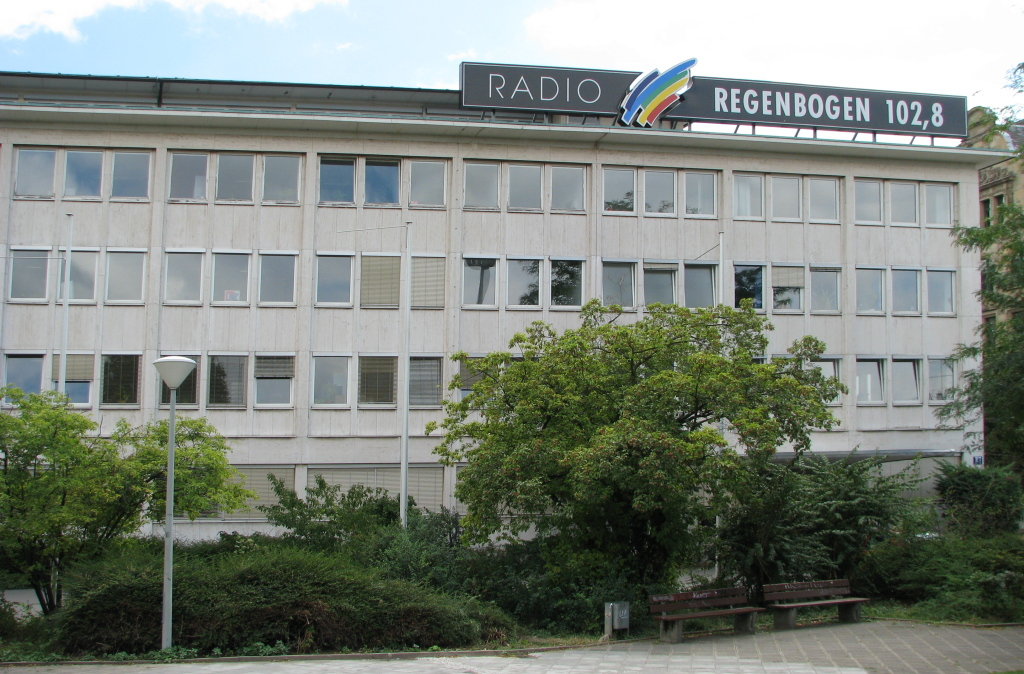
Arbeitsgericht Mannheim

Das Arbeitsgericht Mannheim ist ein Gericht der Arbeitsgerichtsbarkeit in Baden-Württemberg. Es ist eines von neun Arbeitsgerichten im Bezirk des Landesarbeitsgerichts Baden-Württemberg.

## Gerichtsbezirk und Zuständigkeit
Das Arbeitsgericht hat seinen Sitz in Mannheim. In Heidelberg sind Kammern eingerichtet. In Mosbach werden Gerichtstage abgehalten. Der Gerichtsbezirk umfasst die Städte Mannheim und Heidelberg sowie die Landkreise Rhein-Neckar-Kreis und Neckar-Odenwald-Kreis. 2007 lebten knapp 1,14 Millionen Menschen in dem Bezirk.
Das Gericht ist innerhalb seines Gerichtsbezirks als erstinstanzliches Gericht zuständig für Arbeitssachen nach dem Arbeitsgerichtsgesetz. Seit 2004 ist es ein Präsidialgericht.

## Instanzenzug
Dem Arbeitsgericht direkt übergeordnet ist das Landesarbeitsgericht Baden-Württemberg. Es hat seinen Sitz in Stuttgart, verfügt aber über Kammern in Mannheim. Diesem ist das Bundesarbeitsgericht in Erfurt übergeordnet.

## Geschichte
Gemäß Arbeitsgerichtsgesetz vom 23. Dezember 1926 wurden in Deutschland Arbeitsgerichte gebildet. Diese waren nur in der ersten Instanz organisatorisch selbstständige Gerichte, die Landesarbeitsgerichte waren den Landgerichten zugeordnet. Am Landgericht Mannheim entstand so 1927 das Landesarbeitsgericht Mannheim als eines von sechs Landesarbeitsgerichten im Volksstaat Württemberg. In Mannheim entstand das Arbeitsgericht Mannheim. Sein Sprengel umfasste die Bezirke der Amtsgerichte Mannheim, Weinheim und Schwetzingen. Es bestanden zwei Kammern für Arbeiter und jeweils eine Kammer für Angestellte und für Handwerk.
Nach der Besetzung Deutschlands durch die Alliierten wurden 1945 zunächst alle Gerichte geschlossen. Die ordentlichen Gerichte wurden schon bald wieder eröffnet, während die Arbeitsgerichte zunächst nicht wieder eingerichtet wurden, so dass arbeitsgerichtliche Streitigkeiten von den ordentlichen Gerichten erledigt werden mussten. Gemäß Kontrollratsgesetz 21 vom 30. März 1946 sollten in Deutschland Arbeitsgerichte aufgebaut werden. Die Umsetzung in Württemberg-Baden erfolgte durch das Arbeitsgerichtsgesetz für Württemberg-Baden vom 3. Oktober 1947. Danach sollte die örtliche Zuständigkeit der Arbeitsgerichte durch den Zonenbefehlshaber festgelegt werden und die Gerichte durch die oberste Landesbehörde für Arbeitsverwaltung nach Anhörung von Gewerkschaften und Arbeitgeberverbänden erfolgen. Für den Landbezirk Nordbaden wurde erneut ein Landesarbeitsgericht Mannheim gebildet. Dieses wurde gemeinsam mit dem Arbeitsgericht Mannheim am 7. Januar 1947 eröffnet.

## Gebäude
Seit den 1950er Jahren war das Arbeitsgericht im Quadrat L 4 untergebracht. Aufgrund des Fall- und Stellenzuwachses wurden die Räumlichkeiten immer beengter, so dass im Jahr 2002 das ehemalige Verwaltungsgebäude der Firma Klee im Quadrat E 7 bezogen wurde. Zugleich wurden dort die Mannheimer Kammern des Landesarbeitsgerichts untergebracht. In den Fluren sind Fotografien von Horst Hamann ausgestellt.